# Шеметовский сельский округ (Московская область)
Шеметовский сельский округ — упразднённая административно-территориальная единица, существовавшая на территории Серебряно-Прудского района Московской области в 1994—2006 годах.
Шеметовский сельсовет был образован в первые годы советской власти. К началу 1929 года он входил в состав Серебряно-Прудского района Тульской губернии.
В 1929 году Шеметовский с/с был отнесён к Серебряно-Прудскому району Тульского округа Московской области.
26 сентября 1937 года Серебряно-Прудский район был передан в Тульскую область, но 20 декабря 1942 года возвращён в Московскую область.
28 декабря 1951 года из Шеметовского с/с в Есиповский были переданы селения Бокша и Толстые.
25 января 1952 года к Шеметовскому с/с был присоединён Больше-Рогатовский сельсовет.
14 июня 1954 года к Шеметовскому с/с был присоединён Ламоновский сельсовет.
1 февраля 1963 года Серебряно-Прудский район был упразднён и Шеметовский с/с вошёл в Ступинский сельский район. 11 января 1965 года Шеметовский с/с был возвращён в восстановленный Серебряно-Прудский район.
3 февраля 1994 года Шеметовский с/с был преобразован в Шеметовский сельский округ.
26 августа 2002 года из административного подчинения рабочего посёлка Серебряные Пруды в Шеметовский с/о были переданы село Дудино́ и деревня Благодать.
9 июля 2004 года к Шеметовскому с/о был присоединён Петровский сельский округ.
В ходе муниципальной реформы 2004—2005 годов Шеметовский сельский округ прекратил своё существование как муниципальная единица. При этом его населённые пункты были частью переданы в городское поселение Серебряные Пруды, частью в сельское поселение Мочильское, а частью в сельское поселение Узуновское.
29 ноября 2006 года Шеметовский сельский округ исключён из учётных данных административно-территориальных и территориальных единиц Московской области.